# Groupe Joubert
Pour les articles homonymes, voir Joubert.
Le Groupe Joubert (ou Etablissement Guy Joubert) est un holding regroupant plusieurs entreprises françaises spécialisée dans les panneaux contreplaqués et basée à l'origine aux Eliots sur la commune d'Auge-Saint-Médard en Charente.

## Historique
Dans les années 1930, André Joubert a créé une scierie locale qui deviendra une entreprise de sciage et de déroulage de peupliers aux Eliots sur la commune d'Auge-Saint-Médard. 
En 1966, son fils Guy Joubert prend la succession et décide d'élargir la production. Puis en 1972, l’entreprise commence la production de panneaux contreplaqués à partir d'importation d'Okoumé pour remplacer le peuplier dont le bois devenait plus rare et plus cher dans la région.
Le groupe rachète un voisin et concurrent en 1990 la SOPEGAR implantée à Saint-Jean-d'Angély et possède depuis 2002 une usine de déroulage d'Okoumé en partenariat avec la Compagnie des Bois du Gabon à Port-Gentil au Gabon.
Le Groupe Joubert et l'entreprise Malvaux de Loulay sont les deux derniers représentants de l'industrie charentaise du contreplaqué qui connaissait auparavant l'usine Rol-tech de Rochefort et l'usine Charpentier de Poursay-Garnaud.

L'entreprise s'est engagée dans une démarche de préservation des ressources, elle est certifiée : 
- FSC : BV-COC-812967 / BV-CW-812967 pour les Eliots et BV-COC-812895 / BV-CW-812895 pour Saint-Jean-d'Angély[2].
- PEFC : PEFC/10-31-1287 / BV/CDC/1812967 pour les Eliots et PEFC/10-31-1288 / BV/CDC/1812895 pour Saint-Jean-d'Angély[3].

En 2008, le Groupe Joubert a été condamné pour pratique anticoncurrentielle au sein de l'UFC (Union des Fabricants de Contreplaqué) par le Conseil de la concurrence. Ces pratiques remontent aux années 1990 et concernent aussi Plysorol, UPM, Rougier Panneaux, Thébault, Mathé et Allin.

## Filiales
La principale entité du groupe ; Joubert Saint Angely a réalisé un chiffre d'affaires de 30 350 569 en 2016 avec 114 salariés.